# Gnetum gnemon
Gnetum gnemon ist eine Pflanzenart aus der Gattung Gnetum innerhalb der Familie der Gnetaceae. Das Verbreitungsgebiet reicht von China über Neuguinea bis zu den Fidschi. Die Samen, die Blätter und die Fruchtstände sind essbar, aus der Rinde werden Seile und Netze hergestellt und auch das Holz wird vielseitig genutzt.

## Beschreibung

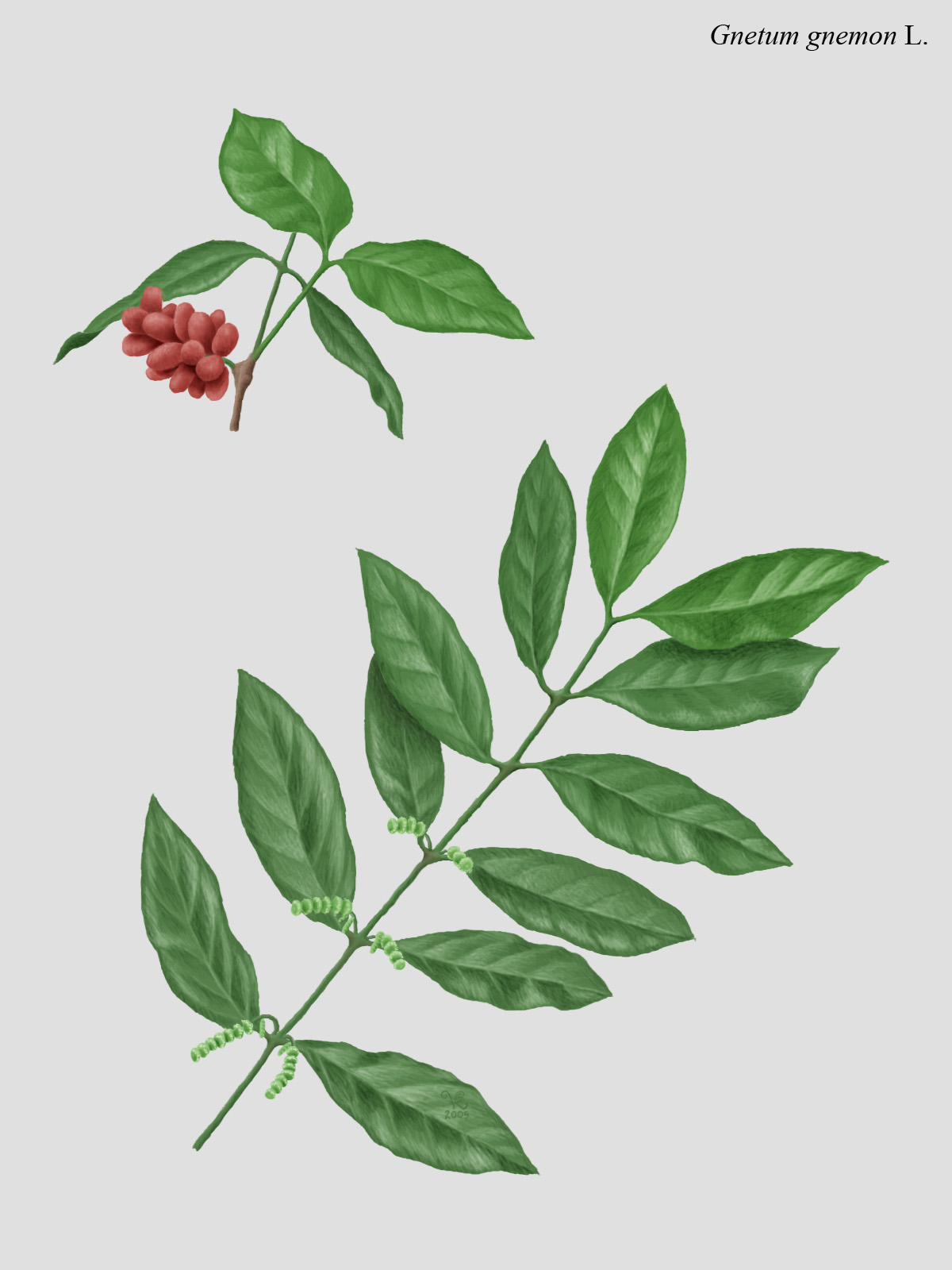
Illustration

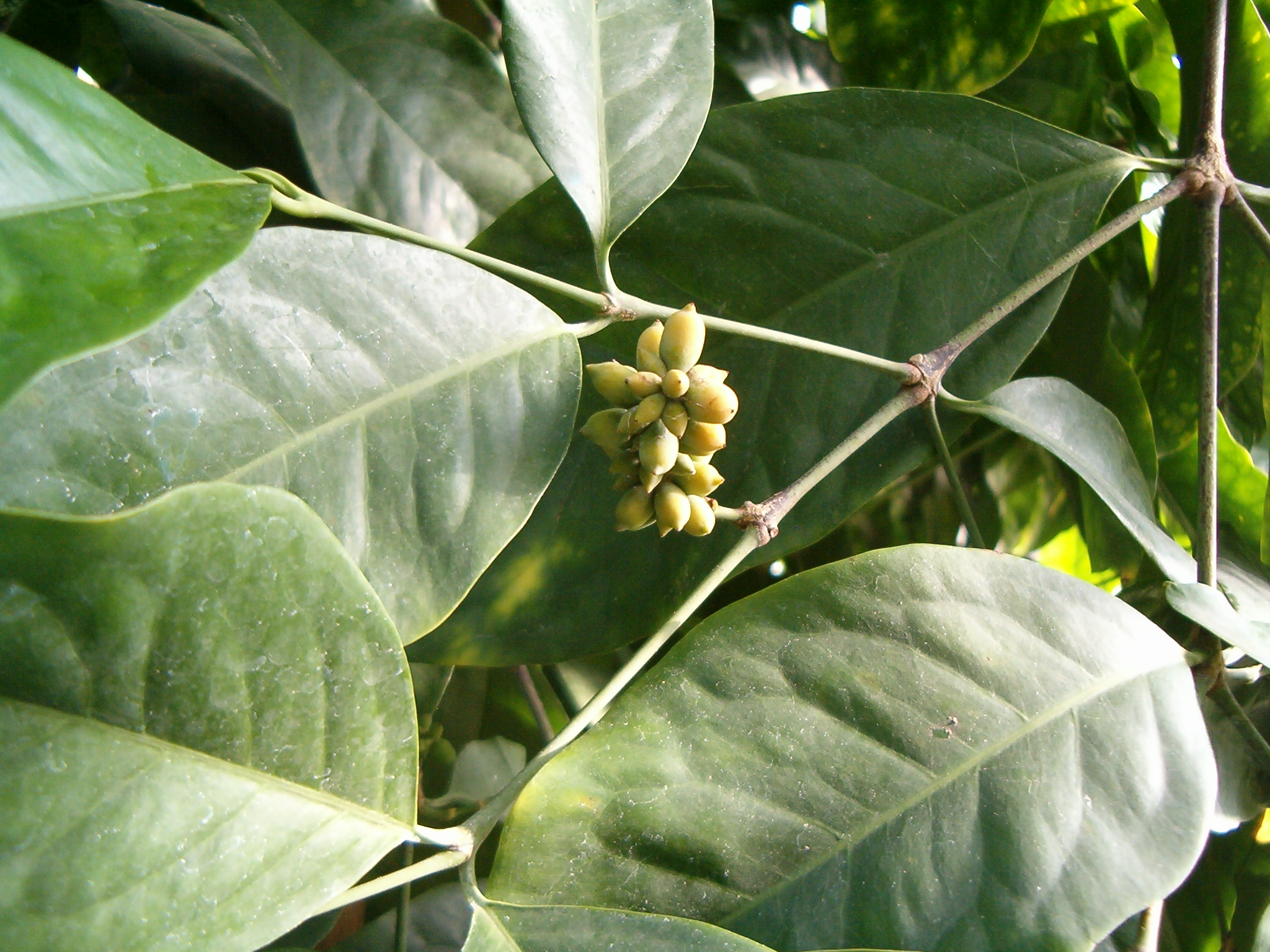
Zweig mit gegenständigen Laubblättern und Samen

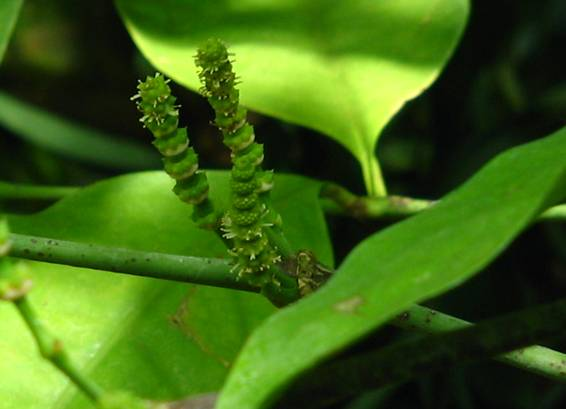
Männlicher Strobilus und Blätter

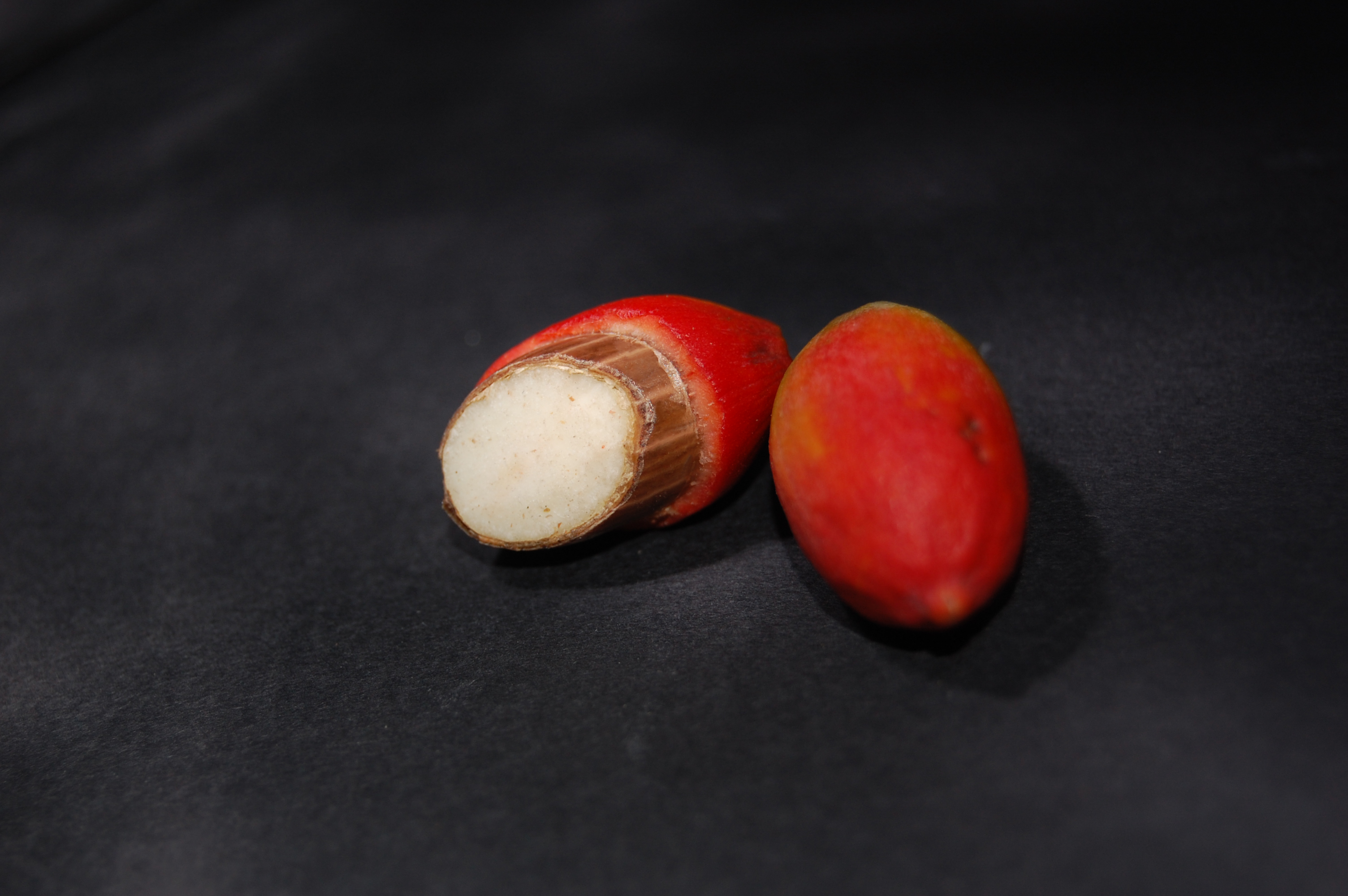
Einzelne Samen, einer aufgeschnitten

### Vegetative Merkmale
Im Gegensatz zu vielen anderen Gnetum-Arten die als Lianen wachsen, bildet Gnetum gnemon immergrüne Sträucher oder mit Wuchshöhen von bis zu 10 Metern kleine Bäume. Die Baumkrone ist schmal. Die Borke ist grau-braun. Die Äste ähneln Lianen und haben eine grüne oder gelb-grüne Rinde.
Die gegenständig angeordneten Laubblätter sind in Blattstiel und Blattspreite gegliedert. Der Blattstiel ist 0,5 bis 1,8 Zentimeter lang. Die ledrige oder häutige, einfache Blattspreite ist bei einer Länge von 7,5 bis 20 Zentimetern sowie einer Breite von 2,5 bis 10 Zentimetern elliptisch oder länglich. Die Blätter sind dunkelgrün und glänzend und getrocknet gelblich-grün. Die Spreitenbasis verschmälert sich zum Stiel, der Rand ist ganzrandig, das obere Spreitenende ist zugespitzt oder stachelspitzig. Die seitlichen Blattadern sind unscheinbar.

### Generative Merkmale
Gnetum gnemon ist zweihäusig getrenntgeschlechtig (diözisch), männliche und weibliche Strobili (homolog zu den Blütenständen bei den Bedecktsamern) wachsen also an verschiedenen Individuen. Die männlichen Zapfen sind kätzchenförmig und wachsen einzeln in Blattachseln. Sie sind unverzweigt oder einfach verzweigt, ab 1, meist 3 bis 6 Zentimeter lang und 2,5 bis 3 Millimeter breit, und bestehen aus mehreren Scheinquirlen, die in einem Abstand von 1 Zentimeter zueinander stehen. Jedes Scheinquirl besteht aus 50 bis 80 Mikrosporophyllen und fünf bis 15 rundlichen, sterilen Megasporophyllen. Die an der Basis der Strobili vorhandenen Haare sind unscheinbar. Weibliche Zapfen ähneln den männlichen, wobei an jedem Knoten fünf bis acht Megasporophyllen angeordnet sind. Der weibliche, steinfruchtartige Strobilus besteht aus einem gelblichen bis rot-orangen oder pinkfarbenen Arillus (oder Sarcotesta, Perianth) mit samtiger bis glatter, teils „bereifter“ Oberfläche und dem darunterliegenden, 2 bis 4 Zentimeter langen, nussähnlichen Samen. Dieser ist längs leicht gerippt und hat ein stachelspitziges Ende. Das äußere Integument (Sklerotesta) ist etwa 1 Millimeter dick, ledrig und braun, das innere beige, der Nucellus bzw. das Endosperm ist weiß und von fester, nussartiger Konsistenz und leicht bitterem Geschmack.

## Ökologie
Gnetum gnemon bildet eine Ektomykorrhiza mit Kartoffelbovisten und wenigen anderen noch unbestimmten Arten.

## Vorkommen
Das natürliche Verbreitungsgebiet von Gnetum gnemon liegt im Westen der Provinz Yunnan und im Südosten des Autonomen Gebiets Tibet, im nordöstlichen Indien, in Kambodscha, Myanmar, Thailand und Vietnam, in Indonesien, Malaysia, in Papua-Neuguinea, auf den Fidschi-Inseln, auf Samoa, den Salomonen und auf Vanuatu.
Gnetum gnemon wächst im tropischen Regenwald in Höhenlagen von 0 bis 1700 Metern. Die jährliche Niederschlagsmenge variiert zwischen 750 und 5000 Millimetern. Optimale Bedingungen liegen zwischen 3000 und 5000 Millimetern pro Jahr, sie kann jedoch auch mehrmonatige Trockenheit überstehen. Gnetum gnemon toleriert sowohl schattige als auch sonnige genauso wie stark windige Standorte, jedoch keine Gischt, man findet sie daher nicht in der Nähe der Küsten. Sie bevorzugt leicht saure bis neutrale Böden, gedeiht aber auch auf kalkhaltigem Untergrund.
Obwohl Gnetum gnemon eine sehr starke Ähnlichkeit mit einem typischen Bedecktsamer aufweist, ist diese Art dem Taxon der Nacktsamer zuzuordnen, trotz vieler Analogien zu den Angiospermen. So sieht beispielsweise der weibliche Strobilus aus wie eine Frucht der Bedecktsamer, jedoch nur aufgrund des Evolutionsmechanismus Endozoochorie: die auffällige Färbung des Arillus soll eventuelle Verbreiter des Samens anlocken. Auch die Blätter haben eine eher untypische Form für Gymnospermae.

## Gefährdung und Schutz
Gnetum gnemon wurde im Jahr 2014 von der IUCN in der Roten Liste als nicht gefährdet („Least Concern“) eingestuft. Die Art ist weit verbreitet, wächst in sehr unterschiedlichen Lebensräumen und die Bestände regenerieren rasch. Samen, Blätter und die Rindenfasern werden genutzt, jedoch wird die Art angebaut. Die Produkte stammen meist von kultivierten Pflanzen, die natürlichen Bestände bleiben weitgehend unbeschadet. Eine Gefährdung für die Art geht von der Umwandlung der Wälder in Plantagen aus, vom Fällen der Bäume und die Ausbreitung städtischer Gebiete. Jedoch gibt es auch zahlreiche geschützte Gebiet im Verbreitungsgebiet.

## Systematik
Gnetum gnemon ist eine Art aus der Gattung Gnetum, der einzigen in der Familie Gnetaceae. Die Erstveröffentlichung von Gnetum gnemon erfolgte 1767 durch Carl von Linné in seiner Mantissa Plantarum, 1, Seite 125.
Je nach Autor werden bis zu fünf Varietäten unterschieden:
- Gnetum gnemon var. brunonianum (Griff.) Markgr. (Gnetum brunonianum Griff., Gnemon brunoniana (Griff.) Kuntze): Sie kommt von Assam über Myanmar bis zum westlichen Borneo vor.[8]
- Gnetum gnemon L. var. gnemon (Syn.: Gnetum acutatum Miq., Gnetum ovalifolium Poir., Gnemon ovalifolia (Poir.) Kuntze, Gnetum vinosum Elmer, Gnetum polystachyum Reinw. ex Blume, Gnetum sylvestre Brongn., Gnetum gnemon var. laurinum Blume, Gnetum gnemon var. lucidum Blume, Gnetum gnemon var. majusculum Blume, Gnetum gnemon var. ovalifolium (Poir.) Blume, Gnetum gnemon var. sylvestris (Brongn.) Parl.): Sie ist in Tibet, auf dem Malaiischen Archipel, den Philippinen, Neuguinea und den Inseln im westlichen Pazifik bis Fidschi verbreitet.[8]
- Gnetum gnemon var. gracile Markgr.: Dieser Endemit kommt nur in Sulawesi vor.[8][8]
- Gnetum gnemon var. griffithii (Parl.) Markgr. (Syn.: Gnetum griffithii Parl., Gnemon griffithii (Parl.) Kuntze): Sie kommt von Assam über Myanmar bis zur Malaiischen Halbinsel vor. Der Name der Varietät ehrt ihren Entdecker William Griffith.
- Gnetum gnemon var. tenerum Markgr.: Sie kommt von der Thailändischen Halbinsel über die Malaiische Halbinsel bis Borneo vor.[8]

## Verwendung
Die Kerne sind nahrhaft, reich an Stärke, Mineralien und den Vitaminen A und C. Sie können gekocht und als Gemüse verwendet werden. In Indonesien werden die Samen geröstet, zu dünnen Plätzchen geklopft, getrocknet und dann frittiert. Diese Chips sind als Emping bekannt. Die Samen haben eine antimikrobielle Wirkung. Die jungen Blätter und die Zapfen können als Gemüse zubereitet werden. Aus der faserigen Borke werden seewasserbeständige Seile, Netze und Angelschnüre hergestellt. Der Saft der Blätter hilft bei Augenkrankheiten. Das Holz wird als Feuerholz verwendet, zur Herstellung von Werkzeugstielen und Balken für den Hausbau. In Malaysia, Hong Kong und Indonesien wird aus dem Holz Papier hergestellt. Der Arillus ist sehr dünn und daher nicht von kulinarischer Bedeutung.
Großfrüchtige Sorten werden sowohl im tropischen, dauerfeuchten Klima als auch in Monsungebieten in Gärten kultiviert. Sie sind bezüglich Bodenbeschaffung anspruchslos und wachsen an sonnigen wie auch halbschattigen Standorten. Sie werden durch Samen vermehrt und können nach fünf bis acht Jahren Früchte tragen. In Papua-Neuguinea wird Gnetum gnemon häufig zusammen mit Brotfruchtbäumen (Artocarpus), Pandanus conoideus und anderen Pflanzen, die als Nahrungsmittel dienen oder wegen ihrer Fasern kultiviert werden, angebaut. Außerdem findet man sie häufig zusammen mit Durianbäumen (Durio), Rambutan (Nephelium lappaceum) und Parkia-Arten.